# الحكومة الجزائرية المؤقتة
الحكومة المؤقتة للجمهورية الجزائرية،، هي حكومة جزائرية مؤقتة أعلن عن تشكيلها رسميا في القاهرة في 19 سبتمبر 1958، وصدر في نفس اليوم أول تصريح لرئيس الحكومة المؤقتة فرحات عباس الذي حدّد ظروف نشأتها والأهداف المتوخاة من تأسيسها. جاءت هذه الحكومة تنفيذا لقرارات المجلس الوطني للثورة الجزائرية في اجتماعه المنعقد في القاهرة من 22 إلى 28 أغسطس 1958، والذي كلف فيه لجنة التنسيق والتنفيذ بالإعلان عن تأسيس "حكومة مؤقتة"، استكمالا لمؤسسات الثورة وإعادة بناء الدولة الجزائرية الحديثة، ووضعت الحكومة المؤقتة السلطة الفرنسية امام الأمر الواقع، وهي التي كانت تصرح دائما أنها لم تجد مع من تتفاوض. عرفت الحكومة المؤقتة للجمهورية الجزائرية ثلاث تشكيلات من 1958 إلى 1962.

## التشكيلات الثلاث للحكومة المؤقتة للجمهورية الجزائرية

### التشكيلة الأولى 1958-1960
- فرحات عباس رئيس
- كريم بلقاسم نائب الرئيس ووزير القوات المسلحة
- أحمد بن بلة نائب الرئيس
- حسين آيت أحمد نائب الرئيس
- رابح بيطاط نائب الرئيس.
- محمد بوضياف وزير دولة.
- محمد خيضر وزير دولة
- محمد الأمين دباغين وزير الشؤون الخارجية.
- محمود الشريف وزير التسليح والتموين
- لخضر بن طوبال وزير الداخلية
- عبد الحفيظ بوصوف وزير الاتصالات العامة والمواصلات
- عبد الحميد مهري وزير شؤون شمال أفريقيا
- أحمد فرنسيس وزير الشؤون الاقتصادية والمالية
- امحمد يزيد وزير الإعلام
- بن يوسف بن خدة وزير الشؤون الاجتماعية
- أحمد توفيق المدني وزير الشؤون الثقافية
- الأمين خان كاتب دولة
- عمر أوصديق كاتب دولة.
- مصطفى اسطمبولي كاتب دولة

### التشكيلة الثانيـة 1960-1961
- فرحات عباس رئيسا.
- كريم بلقاسم نائب الرئيس ووزير الشؤون الخارجية
- أحمد بن بلة نائب الرئيس
- حسين آيت أحمد نائب الرئيس
- رابح بيطاط نائب الرئيس.
- محمد بوضياف وزير دولة.
- محمد خيضر وزير دولة.
- محمدي السعيد وزير دولة.
- عبد الحميد مهري وزير الشؤون الاجتماعية والثقافية
- عبد الحفيظ بوصوف وزير التسليح والاتصالات العامة.
- أحمد فرنسيس وزير المالية والشؤون الاقتصادية
- محمد يزيد وزير الإعلام.
- لخضر بن طوبال وزير الداخلية.

### التشكيلة الثالثة 1961-1962
- بن يوسف بن خدة رئيسا ووزيرالمالية والشؤون الاقتصادية.
- كريم بلقاسم نائب الرئيس ووزير الداخلية.
- أحمد بن بلة نائب الرئيس.
- محمد بوضياف نائب الرئيس
- حسين آيت أحمد وزير دولة
- رابح بيطاط وزير دولة.
- محمد خيضر وزير دولة.
- لخضر بن طوبال وزير دولة.
- محمدي السعيد وزير دولة.
- سعد دحلب وزير الشؤون الخارجية.
- عبد الحفيظ بوصوف وزير التسليح والاتصالات العامة.
- أمحمد يزيد وزير الإعلام

## أول تصريح للحكومة المؤقتة للجمهورية الجزائرية
في اليوم التاسع عشر من شهر سبتمبر سنة 1958م أعلنت الحكومة المؤقتة للجمهورية الجزائرية.
وإن هذا الإعلان الذي وقع في القاهرة باسم شعب يكافح منذ أربعة أعوام في سبيل استقلاله قد بعث الدولة الجزائرية التي إبتلعها الاحتلال الحربي سنة 1830م ومحاها بصفة قاسية ظالمة من الخارطة السياسية للشمال الإفريقي.
وهكذا تنتهي أشنع عمليات الاستعمار التي تمّت في القرن الماضي والتي أرادت أن تنتزع عن الشعب جنسيته وتغير مجرى تاريخه وتحرمه من كل وسائل الحياة وتحيله إلى ذرات من الأفراد، وهكذا ينتهي أيضا الليل الطويل، ليل الخرافات والأباطيل، وينتهي أخيرا عهد الاحتقار والإذلال والعبودية…وقد مضت على هذا الشعب أربع سنوات وهو في ميدان الكفاح صامدا أمام قوة عسكرية من أضخم قوى العالم وسقط في ميدان الشرف والكرامة من أبنائه ما يزيد عن الستمائة ألف شهيد خضبت دمائهم طريق الحرية المجيد الطويل، ولقد ألقت فرنسا بهذا الشعب للطغاة الاستعماريين وقادة الجند يتفننون كل يوم في تعذيبه وتقتيله، ولكنه ظلّ رغم هذه الآلام ورغم آلاف الضحايا صامدا في عقيدته مؤمنا بأن ساعة التحرير آتية لا ريب فيها
إن جيش التحرير الوطني بإمكانيته المحدودة المدعومه من الحكومة المصرية برئاسه زعيم الامه جمال عبد الناصر يصارع -والنصر إلى جانبه-جيشا فرنسيا جهّز بأحدث الأسلحة من مدفعية وطيران وبحرية…
إن الحكومة المؤقتة للجمهورية الجزائرية تجدّد العهد بأن تظلَّ مخلصة الإخلاص كله للمثل العليا التي قدَّموا في سبيلها أغلى التضحيات :الحرية والعدالة والتحرر الاجتماعي إن الحكومة المؤقتة للجمهورية الجزائرية المنبثقة عن إرادة الشعب، شاعرة من هذه الناحية بكل مسؤولياتها، وإنها ستضطلع بها جميعا، وأوّل هذه الواجبات أن تقود الشعب والجيش حتى يتحقّق التحرّر الوطني.
إن الشعب الجزائري شعب مسالم، فهو لم يرفع سلاحه إلاّ مرغما من طرف الاستعماريين وبعد أن استنفذ كل الوسائل السلمية لاسترجاع حريته واستقلاله، وما خرافة الجزائر الفرنسية وما أسطورة الاندماج إلا ثمرات سياسة القوة والعنف إن الجزائر ليست فرنسا، وإن الشعب الجزائري ليس فرنسيا، وإن محاولة فرنسا الجزائر عملية عقيمة وجريمة حكم عليها ميثاق الأمم المتحدة إن الجزائر المكافحة لتتوجّه بالشكر إلى كل الدول التي اجتمعت في مؤتمر باندونغ، كما تؤكِّد لها اعترافها بالجميل لما تلقاه منها من عون مادي وسند أدبي…أما الحكومة المؤقتة للجمهورية الجزائرية فهي مستعدة للمفاوضة …ولقد سجلت الحكومة المؤقتة للجمهورية الجزائرية منذ نشأتها بكل اغتباط عدَّة اعترافات من بعض الدول هي تقدم لها الشكر الجزيل على ذلك، وهناك دول أخرى ستعترف بها في المستقبل وفي ختام هذا التصريح نريد أن نذكر بأن استمرار الحرب في الجزائر يشكل تهديدا دائما للسلام العالمي، ونحن نهيب بالجميع أفرادا وحكومات ليضموا جهودهم لجهودنا من أجل وضع حد لهذه الحرب التي هي محاولة احتلال جديد.

## وصلات خارجية
- تأسيس الحكومة المؤقتة الجزائرية مكن من توحيد قيادة الثورة في هذا الجهاز